# فوسا دی لئونی
فوسا دی لئونی، که با نام اختصاری FdL نیز به آن اشاره شده‌است ، یک انجمن از هواداران اولترای باشگاه فوتبال میلان ایتالیا بود که در سال ۱۹۶۸ تأسیس شد و اولین گروه اولترای تشکیل شده در ایتالیا بود. 

## تاریخچه

### تاریخچه اولیه
این انجمن در ابتدا گروهی متشکل از هواداران جایگاه ۱۸ از بخش عمومی استادیوم سن سیرو بود که لباس میلان را می‌پوشیدند و با خود پرچم و کاغذهای رنگی می‌آوردند. نام گروه برگرفته از نام استادیوم قدیمی میلان بود.
در سال ۱۹۷۲ آنها از جایگاه ۱۸ به بخش میانی ورزشگاه منتقل شدند. در همان سال سرود، با الهام از فیلم ایتالیایی "ارتش برانکالئونه" خلق شد. در آن دوره ، بسیاری از گروه‌های اولترای ایتالیایی، ماهیت خود را در قالب ایده‌های سیاسی مختلف نشان می‌دادند و گرایش فوسا به سمت جناح چپ بود و همیشه پرچم بزرگی با تصویر چه گوارا را در استادیوم‌ها بهمراه خود می‌آوردند. به دلیل برخی مشکلات با پلیس ایتالیا، از سال ۱۹۷۵ تا ۱۹۷۷ نام خود را به جهنم قرمز-سیاه تغییر دادند.
در طول سال‌ها ، "فوسا" به الگویی برای بسیاری از گروه‌های اولترای ایتالیایی تبدیل شد و در سال ۱۹۸۲ در فیلم ایتالیایی "اچتزیوناله...ورامنته" مورد استناد قرار گرفت. در آن فیلم بازیگر نقش اول مرد، دیگو ابتنتوئونو، نقش رهبر گروه به نام "دوناتو، رهبر فوسا" را بازی کرد.

### تاریخچه معاصر
این انجمن پس از ۳۸ سال فعالیت به دلیل برخی جدال‌ها درباره دو آگهی سرقت شده پس از مسابقه میلان - یوونتوس، در تاریخ ۱۷ نوامبر ۲۰۰۵ بصورت رسمی توسط اعضای خود منحل شد. در طی یک درگیری داخلی بین هواداران میلان، فوسا دی لئونی برای بدست آوردن بازپرداخت بنرها متهم به همکاری با بخش تحقیقات عمومی و عملیات ویژه (غیرقابل قبول برای آرمان‌های اولترا) شد و برخی اعضای آن مورد تهدید و حمله قرار گرفتند. در پایان این درگیری، رهبران گروه تصمیم گرفتند انجمن را منحل کنند.
دلایل دیگر این درگیری جستجوی روابط این گروه با دو گروه اولترای تاریخی دیگر میلان ، بریگاته روسونره و کوماندوس تیگره است که به دلیل اختلافات سیاسی و تلاش برای رهبری بین هواداران میلان است.
پس از فرضیه‌های مختلف برای بازآفرینی گروه، یک ماه بعد (۳۱ دسامبر ۲۰۰۵) ، گروه "گوئریری اولتراس کورواسود میلانو" توسط تعداد زیادی از اعضای پیشین فوسا دی لئونی تاسیس شد.

## سرود
سرود فوسا، براساس تم موسیقی فیلم ایتالیایی ""ارتش برانکالئونه"، بدین شرح است:

"شیرهای مسلحی هستیم که راهپیمایی می‌کنیم، ما فوسا دی لئون هستیم..از لئون.. لئون.. لئون... لئون... لئون... ما فوسا دی لئون هستیم! خون! خشونت! فوسا دی لئونی!" 

## هماوردی‌ها و دوستی‌ها

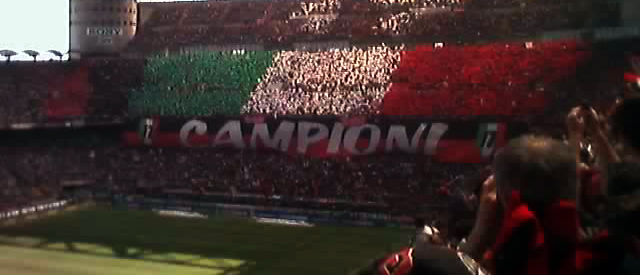
طرحی از هواداران میلان برای هفدهمین عنوان قهرمانی سری آ

هماوردی‌ها و دوستی‌های فوسا دی لئونی با سایر گروه‌ها، همانند تمام بخش‌های هواداری میلان است.
اصلی‌ترین و قدیمی‌ترین هماوردی آنها در برابر هواداران اینتر، دیگر باشگاه فوتبال شهر میلان است. سایر هماوردی‌های اصلی در برابر هواداران رم (خواهرخواندگی از اوایل دهه ۸۰)، ناپولی (خواهرخواندگی از اوایل دهه ۸۰)، یوونتوس، لاتزیو، جنوا، هلاس ورونا، آتالانتا، فیورنتینا، سمپدوریا و کالیاری است.
روابط دوستی این گروه با تعداد اندکی از گروه‌های حامی است. تنها خواهرخواندگی با اولترا‎های برشا و سویا است. 